# Kvarteret Örup

Kvarteret Örup är ett byggnadskvarter  i stadsdelen Lorensberg i Göteborg. Kvarterets västra del vetter mot Göteborgs paradgata Avenyn med adresserna Kungsportsavenyen 16–22. Övriga kvarteret har adresserna Kristinelundsgatan 12–14, Lorensbergsgatan 1-7 och Vasagatan 43A-43B.
Byggnaderna mot Avenyn ritades 1880–1882 av arkitekten Adrian C. Peterson för byggnadsfirman Nils Andersson & Co. Större delen av kvarteret Örup är byggnadsminne sedan 10 april 2001.

## Historik
Kvarteret är namngivet efter Örups slott och husen mot Avenyn utgör numera den ena av två bevarade kvarterssidor med obruten 1800-talskaraktär mot Kungsportsavenyen, det andra är Kvarteret Kalmarehus. Husen är uppförda av sten i fyra våningar, putsade och prydda med rik stuckdekor i nyrenässans och färgade i vitt och gulvitt. Upphovsman var den kände göteborgsarkitekten Adrian C. Peterson, som själv bodde i nummer 18. Vissa förändringar har ägt rum – butiker har inretts i bottenvåningarna och förgårdarnas planteringar har tagits bort – men i övrigt är exteriörerna välbevarade.
Göteborg var vid mitten av 1800-talet under stark tillväxt tack vare blomstrande industri och livlig handel med utlandet. År 1860 hade befästningen runt Göteborgs centrum ersatts av nya kvarter, publika byggnader och parker. Donationsjorden utanför parkbältet med Nya Allén, öster om förstaden Haga, upptogs fortfarande av odlingar och beteshagar samt spridda klungor av oordnad förstadsbebyggelse på den så kallade Hagaheden.
Stadens penningaristokrati såg den pågående förvandlingen i Europas storstäder som en förebild. Särskilt utbyggnaden av Ringstraße i Wien enligt en plan från 1857 väckte samtidens beundran som tecken på det rika borgerskapets nya maktställning. I ett storstilat förslag till plan för Göteborgs utbyggnad framhölls år 1863 "Hagaheden" som särskilt lämplig för ett storstadsmässigt bebyggande.
I den 1866 stadfästa planen utgör den breda avenyn från Kungsportsbron söderut tillsammans med esplanaden Vasagatan planens huvudaxlar. Dessa gator blev på 1880-talet det mondäna Göteborgs förnämsta stråk med träd på rad och palatslika fasader. Kungsportsavenyen fick en monumental prägel genom kvartersvis samordnad arkitektur innanför planterade förgårdar. Utbyggnaden vid Avenyn pågick 1872–1897. Den hejdades tillfälligt vid Engelbrektsgatan tills Lorensbergsparken kunde genombrytas och stråket fortsatte söderut till Götaplatsen, som anlades lagom till stadens stora jubileumsutställning 1923.
Vid Avenyn färdigställdes först de så kallade "engelska" respektive "franska" kvarteren mittemot varandra (nummer 3-17 respektive 4-14). De ritades 1872–77 av Johan August Westerberg som privatpalats i tre våningar för vardera en eller ett par familjer, exempelvis grosshandlare Erik Wijk och hans fru Emily. Nummer 3-17 gick i stram engelsk - "anglo-saxisk" - antikiserande stil medan nummer 4-14 hade den franska barockstilens kraftiga fasadutsprång och livfulla takarkitektur. På denna del av Avenyn, söder om Vasagatan, blev det snart en högre och ståtligare bebyggelse.

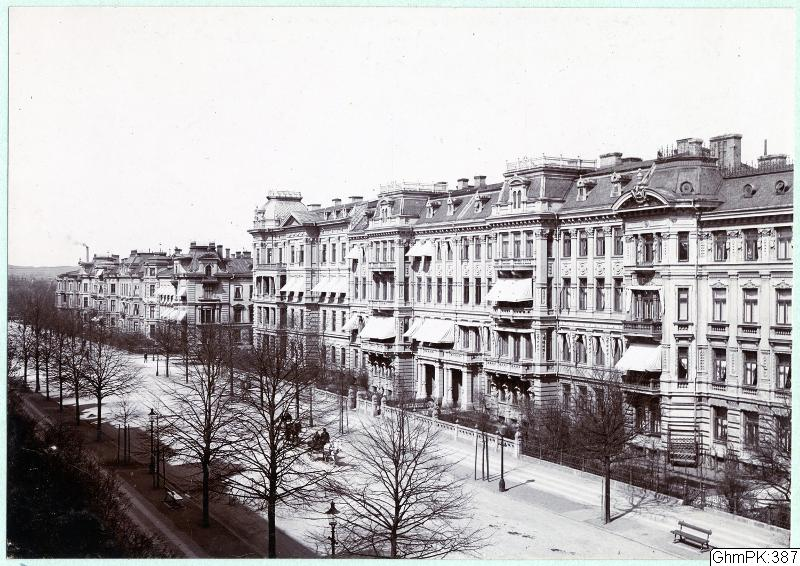
Kvarteret Örup med adress Kungsportsavenyen 16–22. Foto från 1901. Bildsamlingen, Göteborgs stadsmuseum.
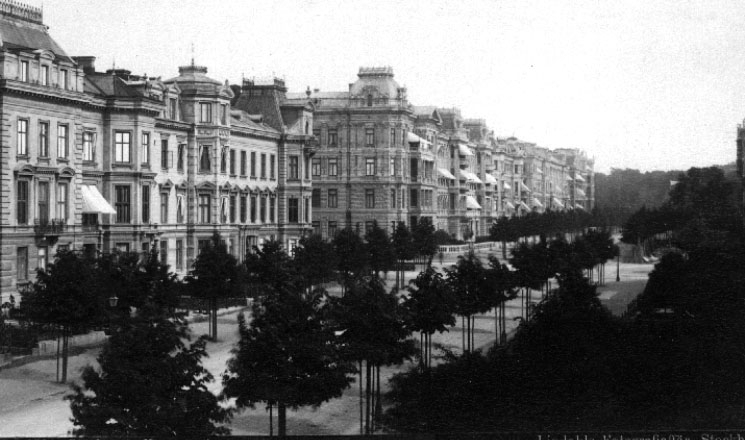
Kungsportsavenyen, med Kvarteret Örup i mitten, ca 1885.
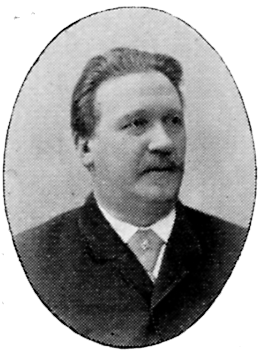
Adrian C. Peterson, arkitekten som ritade kvarteret Örup. Han var delägare i fastigheten och bodde med sin familj i nummer 18.

## Beskrivning av husen
I kvarteret Örup byggdes fyravåningshusen nummer 16-22, arkitektoniskt harmoniserande med en överdådig ornering av fasader och tak. Utmärkande för denna husrad är det storslagna intrycket, som erhålls genom utsprången och fasadernas rytmiska indelning med hjälp av pilastrar, som åtskiljer de tätt sittande fönstren. Fasaderna med sin rika utsmyckning och förträdgårdarnas inhägnader hade gjutna detaljer av cement, vilket var en etablerad metod i Göteborg sedan 1860-talet. Taken, där tornen var klädda med skiffer eller rutmönstrad zinkplåt, pryddes på franskt sätt av kupor och gallerverk av järn.
"Adrianopel" blev folkhumorns fyndiga smeknamn på kvarteret, som ritades 1880–83 av Adrian C. Peterson för byggnadsfirman Nils Andersson & Co. Arkitekten var själv delägare i firman under åren 1878–1885. Därefter satsade han helt på sitt eget framgångsrika arkitektkontor. Familjen med hustrun Hilda och de tre barnen hade sin bostad på tredje våningen i nummer 18 av Kungsportsavenyen. Det var en lägenhet med ekgolv, takstuckatur, tung viktoriansk inredning och kristallkronor. Fem rum låg i fil mot gatan och paradsalongen öppnade sig utåt med en balkong.
Kvarteret Örups fyra sammanbyggda hus med fasad mot Avenyn med en rikt utformad fasad i fransk nyrenässans. Fasaden är indelad med pilastrar och fönstren är omramade med dekorativa delar. Kvarteret är representativt för Avenyns tidigare praktfulla inramning med ståtliga bostadshus för borgerskapet. Adrian C. Petersen utvecklade fasadernas formrikedom på ett sätt som var helt nytt i Göteborg. De släta fasaderna byttes mot risaliter, pilastrar, gesimser, friser och balkonger.
Numera präglas Avenyn av äldre bevarade bostadshus från tidsperioden 1880–1900, funkishus, hotellbyggnader och kulturinstitutioner. Byggnadernas bottenplan inrymmer butiker och restauranger. Förträdgårdarna, som tidigare var utmärkande för Avenyn, finns bara bevarad på adressen Kungsportsavenyen 1.

## Husen blir byggnadsminne

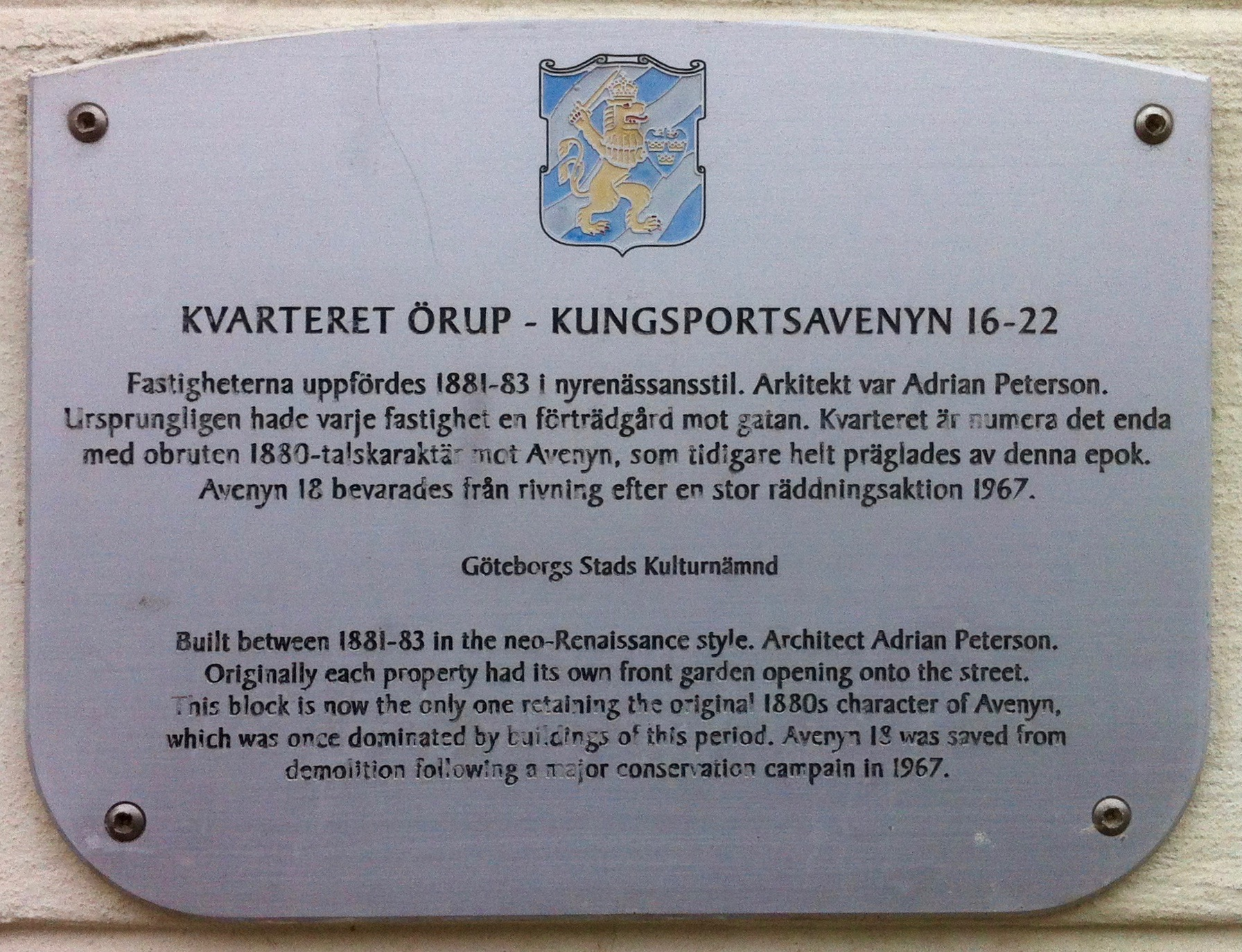
Kvarteret Örup, Kungsportsavenyen 16-22, plakett med information om huset.

År 1965 hade många av gatans gamla hus rivits och en rivningsansökan för Avenyn 18 hade lämnats in. Då slog Göteborgs-Tidningen larm och en opinion bildades mot rivningen. Avdelningen för arkitektur på Chalmers hade tillfälligt inhysts i lokalerna. Av en slump hittades Adrian C. Petersons ritningsarkiv på vinden. I arkivet fanns 700 fint akvarellerade originalritningar. Det var ungefär en tredjedel av allt han hade ritat. Dessa räddades i sista stund från att skingras och förvaras numera på Regionarkivet. Här finns 16 byggnadsritningar bevarade för Kvarteret Örup – ACP 171-186.
Dåvarande stadsarkitekten i Göteborg, Gerhard Paulson, ansökte 1969 om byggnadsminnesförklaring av fastigheterna. Han ställde sig på de protesterandes sida när striden om Avenyn 18 var aktuell. Ärendet kom att bli vilande i avvaktan på att en stadsplan skulle färdigställas. Planen hade aktualiserats av en rivningsbegäran av Kungsportsavenyen 18. Bevarandefrågan löstes, delvis med hjälp av allmänhetens kraftiga protester mot rivningen. Planen återställdes och huset räddades kvar.Huset är idag i Göteborgs stads ägo genom det helägda Förvaltnings AB Göteborgslokaler.
Ett första beslut om byggnadsminne fattades av Länsstyrelsen 23 september 1985. Det avsåg Kungsportsavenyen 16-20 (tomterna 1-2, 3 och 4). Vasagatan 43A ingår i samma fastighet som Kungsportsavenyen 16. Efter vidare utredning fattades ett kompletterande beslut den 10 april 2001 för Kungsportsavenyen 22 och Kristinelundsgatan 12 (tomterna 5-6). Därmed var fyra av sex fastigheter i kvarteret byggnadsminnen. Resterande två fastigheter i kvarteret, de båda hörnfastigheterna vid Lorensbergsgatans södra och norra ände, är alltså inte byggnadsminnen.

## Nutida bilder

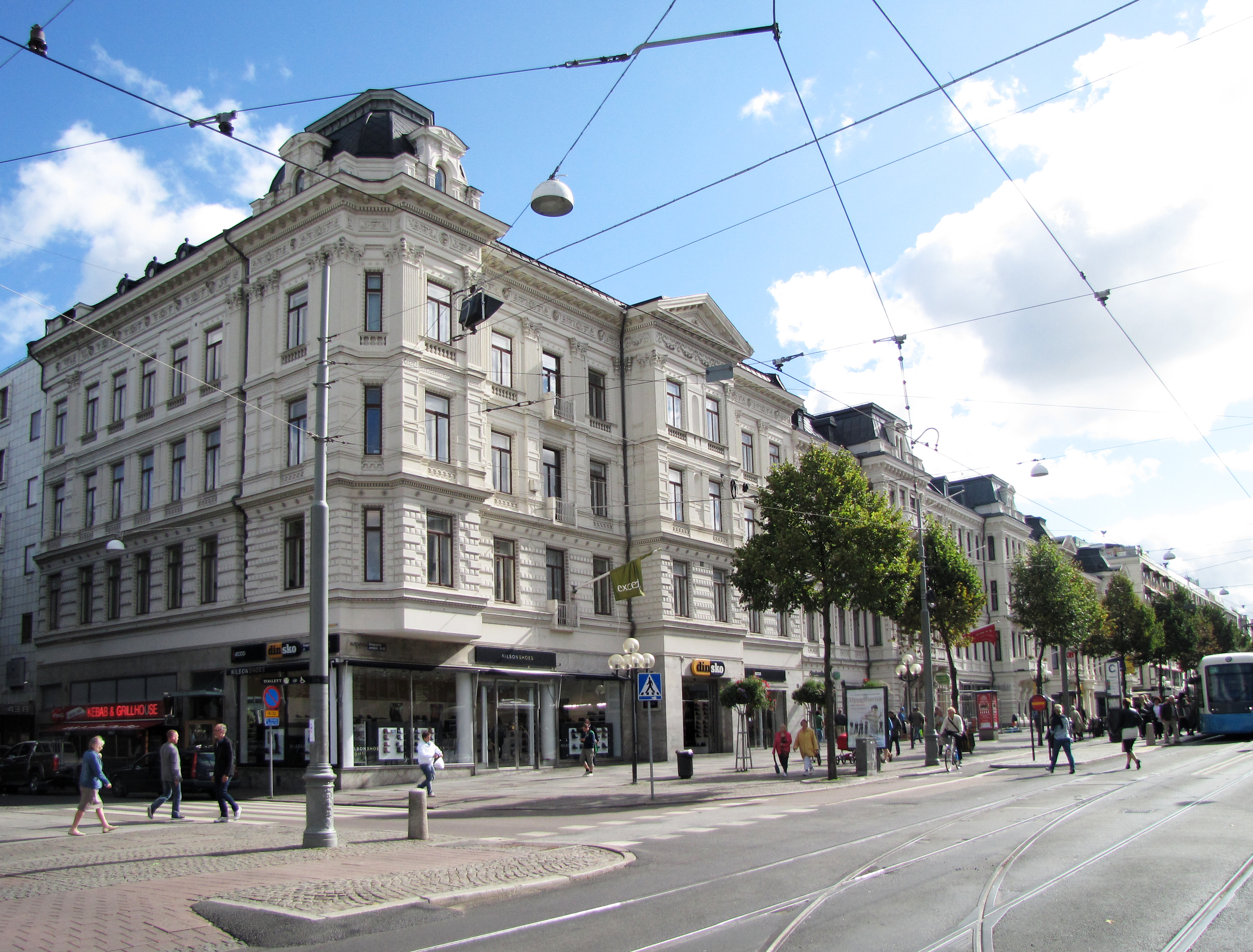
Avenyn 16-18, kvarterets norra del.
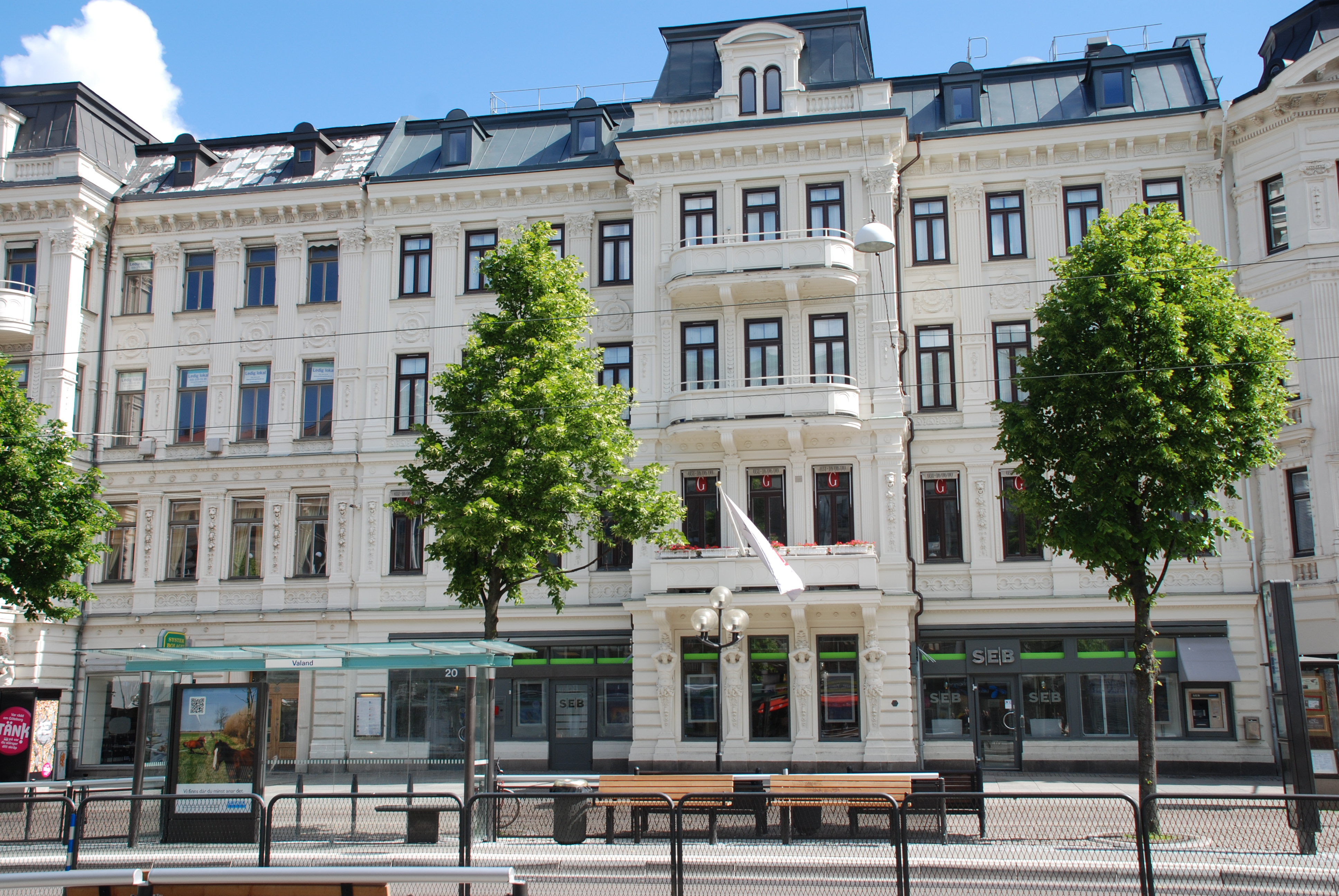
Kungsportsavenyen 20, kvarterets mittparti.
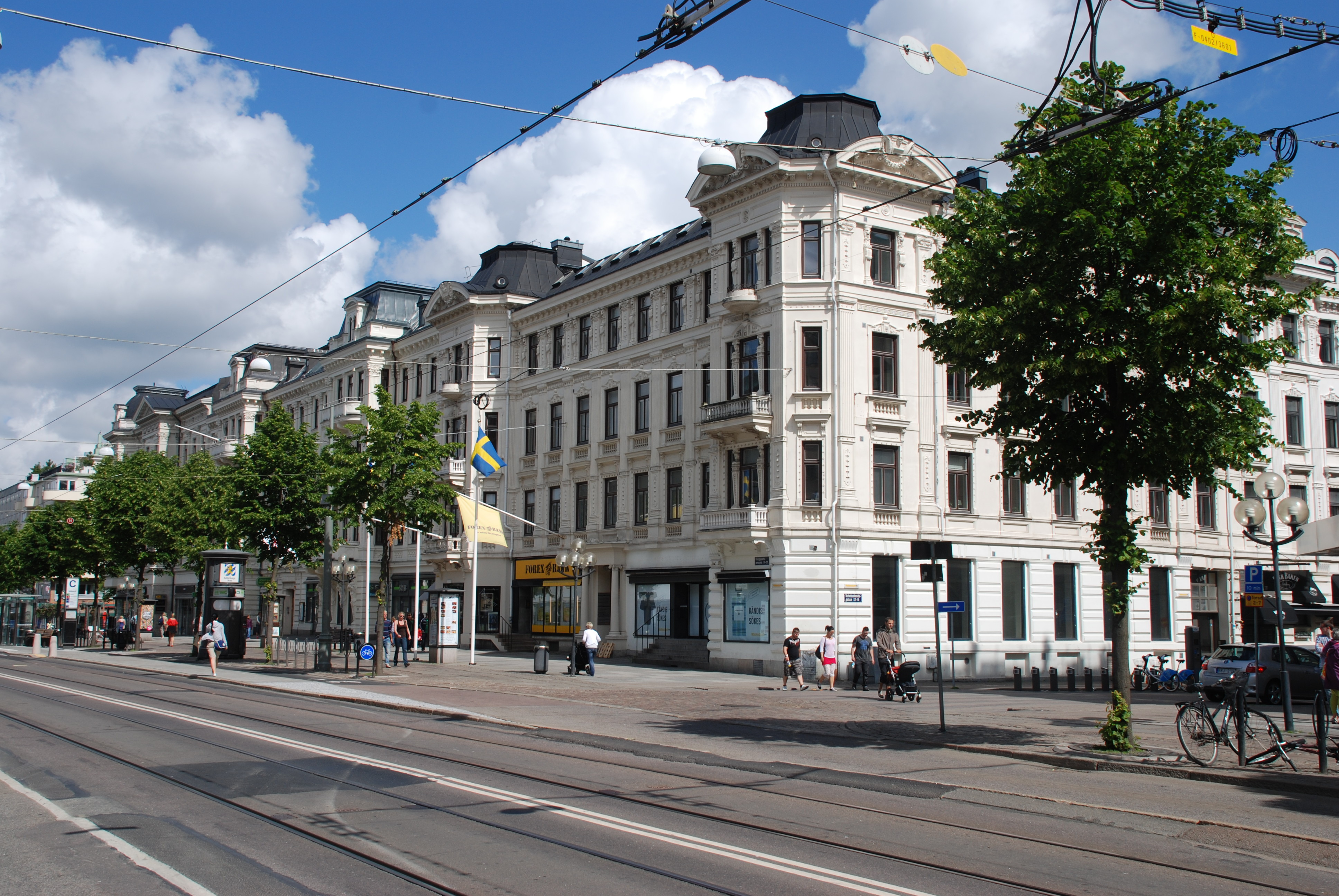
Kungsportsavenyen 22, kvarterets södra del.
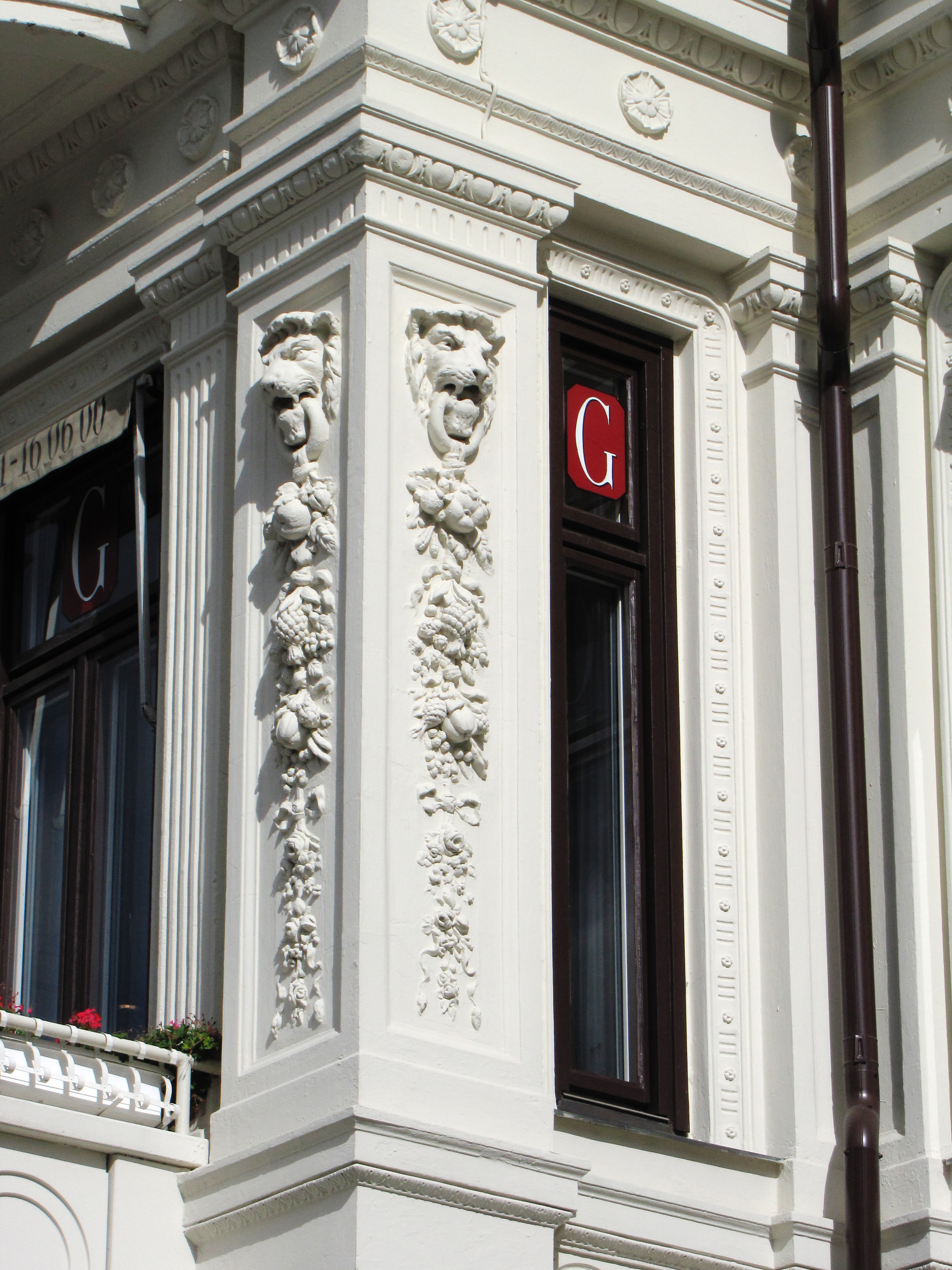
Avenyn 16-22, lejonhuvud.
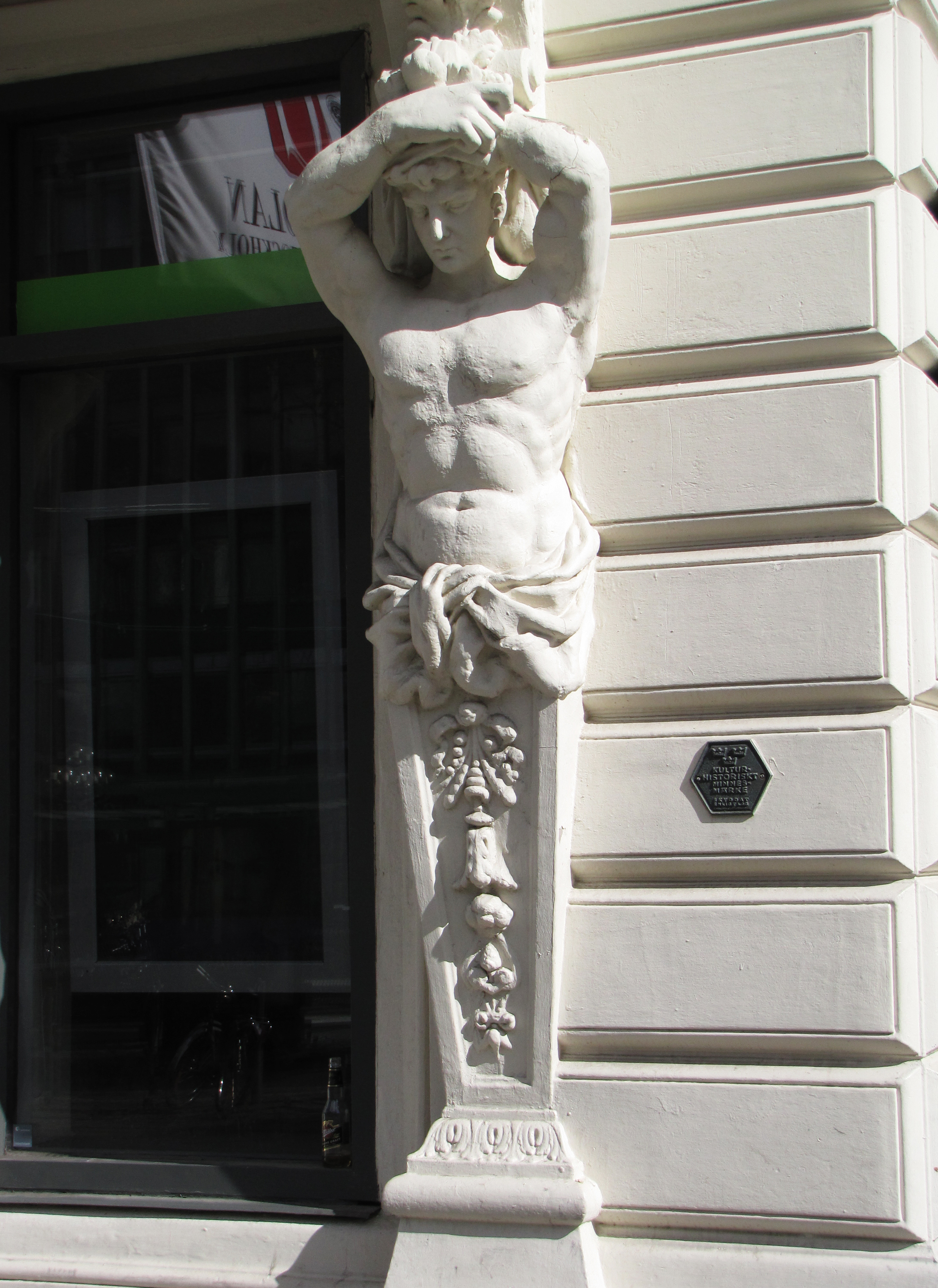
Avenyn 16-22, Atlant - mansskulptur.
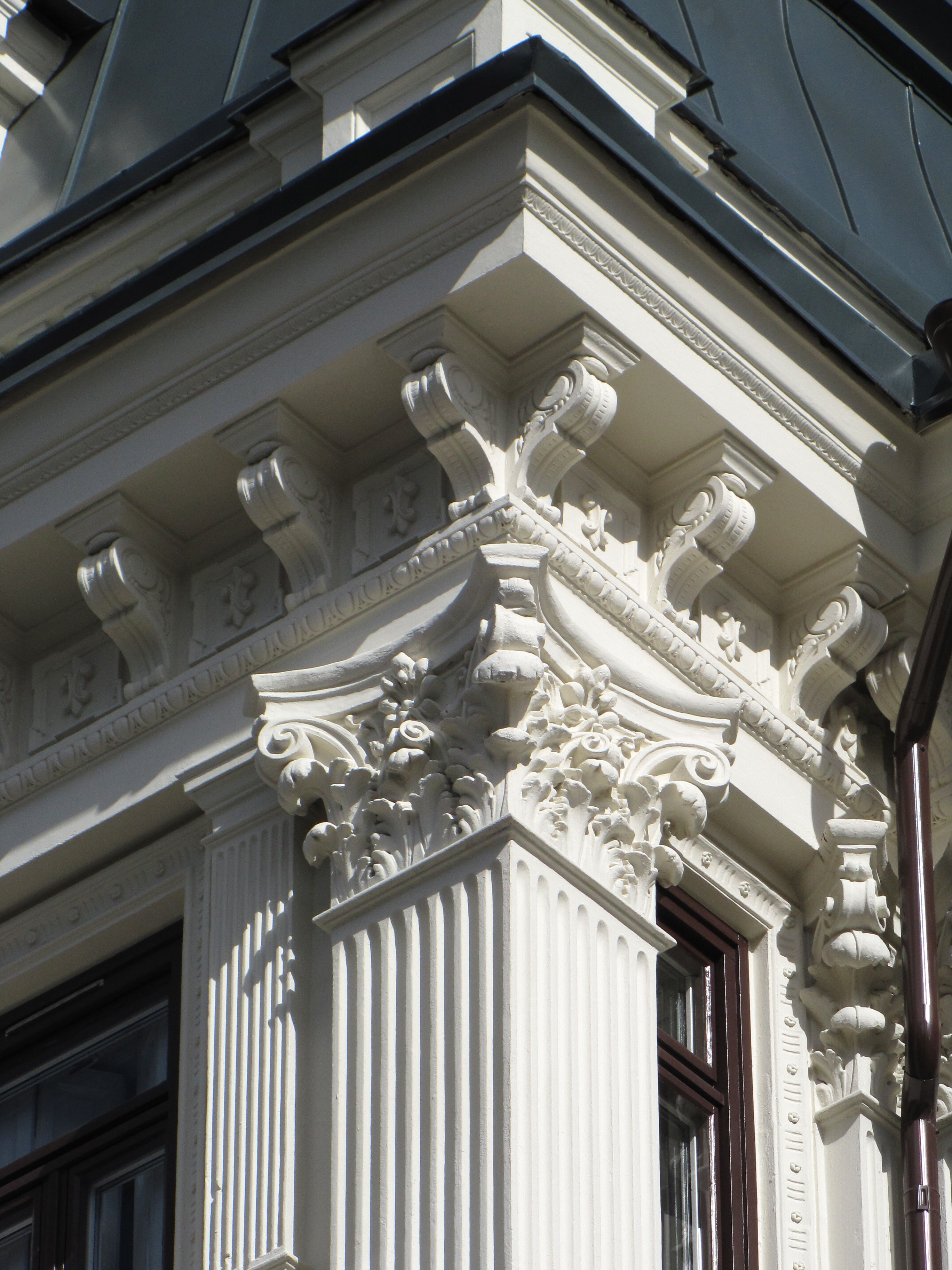
Avenyn 16-22, pilaster med korintiskt kapitäl.